# Hartmut Lindemann

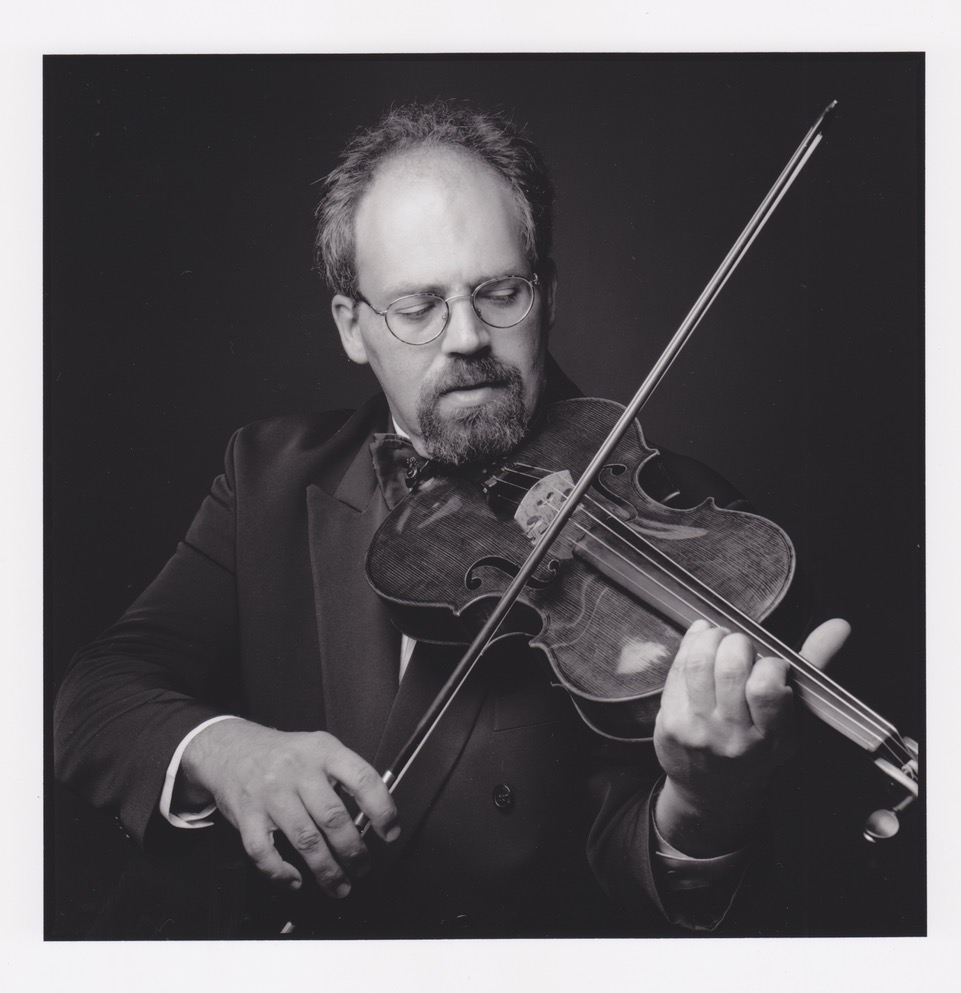
Hartmut Lindemann (2000)

 Hartmut Lindemann  (* 4. Juli 1953 in Münden (Hann. Münden)) ist ein deutscher Bratschist und Hochschulprofessor.

## Leben und Wirken

### Ausbildung
1967, im Alter von 14 Jahren, erhielt Lindemann seinen ersten Unterricht direkt auf der Viola bei Rolph Schroeder, einem Schüler von Henri Marteau. 1970 begann er mit dem Violastudium an der Musikakademie Kassel bei Albrecht Jacobs. Er setzte es von 1973 bis 1978 an der Hochschule für Musik Detmold fort, bei den Professoren Lukas David, Bruno Giuranna und Rainer Moog. In den Jahren 1977 bis 1981 besuchte Lindemann Meister-Kurse bei Bruno Giuranna, Max Rostal, Sándor Végh sowie bei Juri Bashmet, mit dem Lindemann freundschaftlich verbunden ist. Lindemann spielte regelmäßig im Kammerorchester Tibor Varga mit, im Tutti wie auch als Solist. 1979 spielte Lindemann die Uraufführung des Violakonzertes von Jean Daetwyler im Rahmen des Tibor Varga Festivals in Sion, Schweiz. 1980 bestand er das Konzertexamen an der Musikhochschule Köln. 

### Berufliche Laufbahn
Von 1977 bis 1978 war Lindemann Solobratschist in der Nordwestdeutschen Philharmonie in Herford, von 1980 bis 1983 Bratschist im Rundfunk-Sinfonieorchester Saarbrücken.
Anschließend emigrierte Lindemann nach Australien. Von 1983 bis 1986 war er Solobratschist im Tasmanian Symphony Orchestra, Australien, von 1986 bis 1988 im Sydney Symphony Orchestra. Ab 1988 war er freischaffender Musiker und hatte regelmäßige Auftritte als Solobratschist mit dem Australian Chamber Orchestra. Häufig gespielte Werke waren: Alfred Hills Violakonzert und Mozarts Sinfonia Concertante mit dem Tasmanian Symphony Orchestra und dem Melbourne Symphony Orchestra. Lindemann hatte eine große Anzahl von Viola- und Klavier-Recitals in Hobart, Adelaide, Melbourne, Brisbane und Sydney mit dem Pianisten Benjamin Martin, mit dem er sowohl bei Konzerten als auch bei CD-Einspielungen zusammenarbeitete. Weitere Kooperationen bestanden mit dem Goldner String Quartet, dem Australia Ensemble sowie mit dem Pianisten Geoffrey Tozer. Ferner gab es regelmäßige solistische Auftritte bei dem Huntington Festival in Mudgee.
1997 kehrte Lindemann nach Deutschland zurück und trat eine Professur für Viola an der Musikhochschule Detmold, Abteilung Münster, an, die er bis Februar 2019 innehatte. Lindemann war 1999 Jurymitglied beim Primrose Wettbewerb in Guelph, Canada, sowie 2000 beim Tertis Viola Wettbewerb. In Australien konzertierte Lindemann zusammen mit Rudolf Koelman, Charles Castleman, Mayumi Sailer, Richard Tognetti, Rainer Moog, Alexander Ivashkin, Pieter Wispelwey, Boris Berman und Danil Shafran. In Deutschland musizierte Lindemann zusammen mit dem Vogler-Quartett, mit Hansheinz Schneeberger, Rudolf Koelman, Paul Rosenthal, Marco Rizzi, Claus Kanngiesser und Young-Chang Cho. Solistisch trat er mit der Kammerphilharmonie Amadeus unter Frieder Obstfeld, mit dem Detmolder Kammerorchester und dem St. Christopher Chamber Orchestra Vilnius, Donatas Katkus auf.
Von 2013 bis 2016 hatte Lindemann eine Professur am staatlichen Konservatorium in Izmir, Türkei, inne.

### Privates
Wie Itzhak Perlman erkrankte Hartmut Lindemann mit 4 Jahren an Kinderlähmung und behielt als Folge eine starke Gehbehinderung. Nach einer nicht zu behebenden Verletzung an der rechten Schulter, die er sich bei einem Sturz zuzog, konnte Lindemann seit Ende 2007 nicht mehr öffentlich auftreten. Einer seiner letzten Erfolge war ein Recital beim Internationalen Viola Festival 2007 in Adelaide.

## Instrumente
Die Konzerte und Aufnahmen der Jahre 1984 bis 2000 spielte Lindemann auf einer großen Bratsche des australischen Geigenbauers A. E. Smith (44,4 cm); in Deutschland spielte er nach dem Jahr 2000 auf einer Bratsche von Andreas Hampel (43,5 cm). Weiterhin spielte er auf Instrumenten von Berend Möller, Andrea Frandsen und Gian Carlo Guicciardi. Zurzeit spielt Lindemann eine Bratsche von F. Chaudière.
Hartmut Lindemann spielt seit seinem 14. Lebensjahr einen Rundbogen, der es ihm ermöglicht, alle vier Saiten seines Instruments gleichzeitig anzuspielen. Diese Technik hat er von seinem Lehrer Rolph Schroeder erlernt.

## Diskografie
- 1991: The Lindemann Series Vol. I. Beau soir. Die Virtuose Viola. Mit Günther Herzfeld, Klavier. Werke von Paganini, Delius, Ravel, Debussy und Bach/Kodaly. TACET 0021. Abgerufen am 9. April 2023.
- 1993: The Lindemann Series Vol. II. Mit Benjamin Martin, Klavier. Sonaten von Hummel, Brahms, Bax und Bach Chaconne. TACET 0035. Abgerufen am 9. April 2023.
- 1996: The Lindemann Series Vol. III. Hommage à Primrose. Mit Benjamin Martin, Klavier. Virtuose Werke von Vitali, Joachim, Brahms, Paganini und Rachmaninov. TACET 0045. Abgerufen am 9. April 2023.
- 2000: The Lindemann Series Vol. IV. Mit Benjamin Martin, Klavier. Sonaten und kleine Stücke von Hindemith, Clarke, Dvorak, Delius etc. TACET 0095. Abgerufen am 9. April 2023.
- 2007: The Lindemann Series Vol. V. Mit Megumi Hashiba, Klavier. Schumann d-moll Violinsonate op. 121, Arthur Benjamin Sonata, Schubert Arpeggione und kleine Stücke von Hubay und Paganini. TACET 0143. Abgerufen am 9. April 2023.
- Darüber hinaus mehr als 30 Aufnahmen auf YouTube. Abgerufen am 9. April 2023.

## Veröffentlichungen
- Lindemann, Hartmut: The Art of Mischa Elman. In: ESTA quaderni (offizielles Journal der ESTA Italia - European String Teachers Association), 2007.